# Premis Nacionals de Recerca
Els Premis Nacionals de Recerca són uns premis atorgats per la Fundació Catalana per a la Recerca i la Innovació, amb el suport de la Generalitat de Catalunya, que tenen com a finalitat fomentar el reconeixement social de la ciència i l'activitat dels investigadors, mecenes, empresaris i comunicadors.
Els Premis Nacionals de Recerca són les màximes distincions que s'atorguen en l'àmbit de la recerca a Catalunya, amb les quals el Govern i reconeixen i reflecteixen les diverses facetes tant de l'activitat investigadora com de les iniciatives de comunicació i divulgació científica, de mecenatge científic i de cooperació pública i privada en projectes d'R+I a Catalunya.
Els guardons es presenten en cinc categories:
- Premi Nacional de Recerca
  - 2011: Jordi Galí i Garreta
  - 2012: Carles Simó i Torres
  - 2013: Elías Campo
  - 2014: Lourdes Ibáñez[3]
  - 2015: Manel Esteller Badosa[4]
  - 2016: Lluís Torner Sabata[1]
  - 2017: Roderic Guigó i Serra[5]
  - 2018: Licia Verde[6]
  - 2019: Josep Tabernero Caturla
  - 2020: Carme Torras i Bonaventura Clotet[7]
- Premi Nacional de Recerca al Talent Jove
  - 2011: Núria López-Bigas
  - 2012: Ben Lehner
  - 2013: Isabelle Anguelovski
  - 2014: Romain Quidant[3]
  - 2015: Frank Koppens[8]
  - 2016: Samuel Sánchez Ordóñez[1]
  - 2017: Nanda Rea[5]
  - 2018: Marc Güell[9]
  - 2019: Sílvia Osuna
  - 2020: Núria Montserrat[7]
- Premi Nacional de Comunicació Científica
  - 2011: Televisió de Catalunya pel programa "Valor afegit"
  - 2012: Diari La Vanguardia
  - 2013: Diari ARA
  - 2014: Consorci Residència d'Investigadors CSIC-Generalitat de Catalunya[3]
  - 2015: Programa Quèquicom de Televisió de Catalunya[8]
  - 2016: Programa Dinàmiks, del canal Super3[1]
  - 2017: Publicació digital "UABDivulga", de la Universitat Autònoma de Barcelona (UAB)[5]
  - 2018: Programa NanoEduca[9]
  - 2019: Associació Catalana de Comunicació Científica
  - 2020: Revista Mètode[7]
- Premi Nacional de Mecenatge Científic
  - 2011: Pere Mir
  - 2012: Pere Balsells
  - 2013: Fundació Josep Carreras contra la leucèmia
  - 2014: Fundació Botín[3]
  - 2015: Fundació Catalunya-La Pedrera[8]
  - 2016: Fundació Bancària ”la Caixa”[1]
  - 2017: Fundació La Marató de TV3[5]
  - 2018: Fundació Pasqual Maragall[9]
  - 2019: Fundació Científica de l’Associació Espanyola Contra el Càncer
  - 2020: Fundació Víctor Grífols i Lucas[7]
- Premi Nacional al Partenariat Publicoprivat en R+I
  - 2011: IBM i Barcelona Supercomputing Center
  - 2012: Henkel, l'Institut Català d’Investigació Química (ICIQ) i la Universitat Autònoma de Barcelona (UAB)
  - 2013: KIC InnoEnergy Iberia
  - 2014: L'empresa "Matgas 2000 AEI"[3]
  - 2015: Fundació Alícia[8]
  - 2016: Centre Tecnològic de l'Aigua (Cetaqua)[1]
  - 2017: Plataforma de recerca col·laborativa en l'àmbit de la mobilitat "Cooperative Automotive Research Network" (CARNET), impulsada per SEAT, Volkswagen Group Research i la Universitat Politècnica de Catalunya (UPC)[5]
  - 2018: Repsol-BSC Research Center (RBRC)
  - 2019: Ricoh Additive Manufacturing Centre (Ricoh-CIM UPC)
  - 2020: B. Braun Surgical SAU[7]